# جاسون كوتشاك
جاسون كوتشاك (بالفرنسية: Jason Kouchak)‏ هو عازف بيانو ومؤلف ومطرب وكاتب أغاني، أعماله تهتم بالمساهمات العامة والجمعيات الخيرية وتمتد لكل انحاء العالم لتشمل المملكة المتحدة، فرنسا، اليابان، سنغافورة وهونغ كونغ. وسيقوم بالأداء في مهرجان طيران الإمارات الآداب في مارس 2015.

## نشأته
ولد جاسون مريانو كوتشاك في مدينة ليون في فرنسا. وقد تلقى تعليمه في مدرسة وستمنستر ودرس العزف الكلاسيكي على البيانو في الكلية الملكية وجامعة ادنبرة. وهو ينحدر من ألكسندر كوتشاك، قائد البحرية الروسي.

## سيرته الفنية
سجل جاسون كوتشاك خمسة ألبومات. اثنان منهم تم تسجيلهم في استوديوهات طريق آبي. عرض له في التلفزيون البريطاني (بى.بى.سي.) وشركة الإذاعة اليابانية (أن.أتش.كي)، وهو يعزف مؤلفاته الموسيقية. وجاب العالم كعازف البيانو الكلاسيكية تشمل هونغ كونغ، سنغافورة واليابان.
ادى معزوفات في القاعة الملكية للاحتفالات (لندن)، سال بلييل (باريس) ومسرح مارينسكي في (القديس بيترسبرج) مع عمل حفلات فردية في احتفالات ادنبره العالمية.
تم ترتيب عروض عزف أخرى تشمل «القمر يمثل قلبي» لجوليان لوويد ويببر وجياكسين شينغ في حفل موسيقي في نادي شيلسي للفنون، للاحتفال بالعيد الستون (60) لميلاد لوويد ويببر وحفل شوبان الموسيقي في قاعة جيلد للمئتي سنة مع المطربة والممثلة ألين بيج في سنة 2010.
قام بالغناء في برنامج للفنون في مقهى باريس (كافى دى فرانس) والمقهى الملكي (كافي رويال).
كما ادى جاسون عزف في قاعة جالي للاحتفال الأدبي سنة 2012 مع توم ستوبارد وفي نفس السنة قدم عزف منفرد لافتتاح الشطرنج الكلاسيكي في لندن. في سنة 2012 أصبح مدير الموسيقى في الذكرى العشرون للاحتفال بالفيلم الفرنسي في الولايات المتحدة بريطانيا وادنبرة، وعزف في ذكرى شوبين في السفارة البريطانية في فرنسا.

## عروض مختارة
في سنة 1990 كان ضيف فني في الاحتفال بالعيد الستون للأميرة مارغريت في فندق ريتز. وظهر في نفس السنة كضيف عازف البيانو الكلاسيكي في العرض الأول لفيلم هاملت. في سنة 1998 قدم كوتشاك ترجمة «ساكورا» للإمبراطور أخيهيتو في متحف فكتوريا وألبرت في لندن. في سنة 1995 قدم هذا في حدث خيري في كوب للهزات الأرضية مقطوعة (سيلو وودس) وبحضور المتزلج على الجليد الأولمبي يوكا ساتو عام 1999.
في سنة 2011 و2012 قدم كوتشاك الأغنية الروسية «مظلمة هي الليلة» مع جوليان لوويد ويببر على (اتش.أم.أس) ببلفاست مع الاوركسترا الفيلهارمونية لعيد النصر.
و قام أيضا بتاليف وتوزيع وتلحين الحان وكلمات «العائلة الأخرى» مع صاحبة (أفضل مبيعات) الكاتبة جوانا ترولوب، والتي عرضت كأول عرض في قاعة حفلات «ساغى».

## المساهمات العامة
تشمل مساعدات كوتشاك إطلاق مجموعتان من الشطرنج العملاقة للأطفال في منتزه هولندا، وفي لندن مع ستيوارت كونكاست في سنة 2010، وفي منتزه مايدوز في ادنبره في سنة 2013، وفي مجموعة شطرنج جون نانيتال «اليس في بلاد العجائب». كما ألف أيضا اللحن الرئيسي الخاص بالشطرنج الخيرى موضوع الأغنية «التحرك للأمام» (سي.أس.سي.).
أسس كوتشاك أيضا سنة 2011 جوقة الأطفال تسوباسا (Tsubasa) التي افتتحت احتفال ماتسوري (Matsuri) قدم كوكب المشتري، من جناج الكواكب هولست في سنة اليوبيل 2012 للملكة، في ميدان طرف الاغر، لندن.

## أعماله الفنية
- Comme d’Habitude, 2011 - كالعادة
- Midnight Classics, 2008 - كلاسيكيات منتصف الليل
- Forever, 2001 - إلى الأبد
- Watercolours, 1999 - الألوان المائية
- Première Impression, 1997 - الانطباع الأول
- Cello Moods - مزاجية التشيلو

## روابط خارجية
- جاسون كوتشاك على موقع ميوزك برينز (الإنجليزية)